# Кубок Еміра Кувейту з футболу
Кубок Еміра Кувейту з футболу (араб. كأس أمير الكويت) — футбольний клубний турнір в Кувейті, який проводиться під егідою Футбольної асоціації Кувейту. Переможець змагання представляє країну у Кубку АФК.

## Історія
Турнір започаткований у 1962 році. Першим переможцем став Аль-Арабі. 

## Формат
У турнірі беруть участь команди із Прем'єр-Ліги. Розіграш кубка традиційно проводився за системою плей-оф до 2016 року, коли відбулась зміна формату турніру. З сезону 2016-17 учасники турніру розподіляються на 2 групи (по 7 і 8 команд), по дві кращі команди з яких проходять до півфіналу. Фінальний поєдинок складається з одного матчу на нейтральному стадіоні.

## Фінали
| Сезон | Чемпіон                                   | Рахунок                                   | Фіналіст                                  |
| ----- | ----------------------------------------- | ----------------------------------------- | ----------------------------------------- |
| 1962  | Аль-Арабі                                 | 7-1                                       | Аль-Кадісія                               |
| 1963  | Аль-Арабі                                 | 1-0                                       | Аль-Кувейт                                |
| 1964  | Аль-Арабі                                 | 2-1                                       | Аль-Кадісія                               |
| 1965  | Аль-Кадісія                               | 3-1                                       | Аль-Арабі                                 |
| 1966  | Аль-Арабі                                 | 2-0                                       | Ас-Сальмія                                |
| 1967  | Аль-Кадісія                               | 4-2                                       | Аль-Арабі                                 |
| 1968  | Аль-Кадісія                               | 2-1                                       | Аль-Арабі                                 |
| 1969  | Аль-Арабі                                 | 2-1                                       | Аль-Кувейт                                |
| 1970  | Аль-Ярмук                                 | 2-1                                       | Аль-Арабі                                 |
| 1971  | Аль-Арабі                                 | 2-1                                       | Аль-Кувейт                                |
| 1972  | Аль-Кадісія                               | 2-1                                       | Аль-Арабі                                 |
| 1973  | Аль-Ярмук                                 | 0-0 дч пен. 4-2                           | Ас-Сальмія                                |
| 1974  | Аль-Кадісія                               | 1-0                                       | Аль-Арабі                                 |
| 1975  | Аль-Кадісія                               | 2-1                                       | Аль-Кувейт                                |
| 1976  | Аль-Кувейт                                | 1-0                                       | Аль-Кадісія                               |
| 1977  | Аль-Кувейт                                | 2-1                                       | Аль-Кадісія                               |
| 1978  | Аль-Кувейт                                | 4-1                                       | Ас-Сальмія                                |
| 1979  | Аль-Кадісія                               | 2-1                                       | Казма                                     |
| 1980  | Аль-Кувейт                                | 3-2                                       | Казма                                     |
| 1981  | Аль-Арабі                                 | 1-0                                       | Аль-Кувейт                                |
| 1982  | Казма                                     | 6-1                                       | Аль-Кувейт                                |
| 1983  | Аль-Арабі                                 | 2-1                                       | Казма                                     |
| 1984  | Казма                                     | 2-0                                       | Ат-Тадамун                                |
| 1985  | Аль-Кувейт                                | 2-2 дч пен. 4-2                           | Казма                                     |
| 1986  | Аль-Фахахіль                              | 3-0                                       | Казма                                     |
| 1987  | Аль-Кувейт                                | 4-2                                       | Ат-Тадамун                                |
| 1988  | Аль-Кувейт                                | 1-0                                       | Казма                                     |
| 1989  | Аль-Кадісія                               | 2-1                                       | Аль-Арабі                                 |
| 1990  | Казма                                     | 1-1 дч пен. 4-2                           | Аль-Арабі                                 |
| 1991  | Призупинено через Війну в Перській затоці | Призупинено через Війну в Перській затоці | Призупинено через Війну в Перській затоці |
| 1992  | Аль-Арабі                                 | 1-1 дч пен. 3-2                           | Аль-Кадісія                               |
| 1993  | Ас-Сальмія                                | 5-0                                       | Аль-Ярмук                                 |
| 1994  | Аль-Кадісія                               | 2-0                                       | Ат-Тадамун                                |
| 1995  | Казма                                     | 1-0                                       | Аль-Арабі                                 |
| 1996  | Аль-Арабі                                 | 2-1                                       | Аль-Джахра                                |
| 1997  | Казма                                     | 2-0                                       | Аль-Кадісія                               |
| 1998  | Казма                                     | 3-1                                       | Аль-Арабі                                 |
| 1999  | Аль-Арабі                                 | 2-1                                       | Аль-Сахель                                |
| 2000  | Аль-Арабі                                 | 2-1                                       | Ат-Тадамун                                |
| 2001  | Ас-Сальмія                                | 3-1                                       | Казма                                     |
| 2002  | Аль-Кувейт                                | 1-0                                       | Аль-Джахра                                |
| 2003  | Аль-Кадісія                               | 2-2 дч пен. 4-1                           | Ас-Сальмія                                |
| 2004  | Аль-Кадісія                               | 2-0                                       | Аль-Кувейт                                |
| 2005  | Аль-Арабі                                 | 1-1 дч пен. 6-5                           | Казма                                     |
| 2006  | Аль-Арабі                                 | 2-0                                       | Аль-Кадісія                               |
| 2007  | Аль-Кадісія                               | 5-0                                       | Ас-Сальмія                                |
| 2008  | Аль-Арабі                                 | 2-1 дч                                    | Ас-Сальмія                                |
| 2009  | Аль-Кувейт                                | 2-1                                       | Аль-Арабі                                 |
| 2010  | Аль-Кадісія                               | 0-0 дч пен. 4-1                           | Аль-Кувейт                                |
| 2011  | Казма                                     | 1-0                                       | Аль-Кувейт                                |
| 2012  | Аль-Кадісія                               | 1-0                                       | Казма                                     |
| 2013  | Аль-Кадісія                               | 3-0                                       | Аль-Джахра                                |
| 2014  | Аль-Кувейт                                | 1-1 дч пен. 4-3                           | Аль-Кадісія                               |
| 2015  | Аль-Кадісія                               | 1 - 0                                     | Ас-Сальмія                                |
| 2016  | Аль-Кувейт                                | 3 - 1                                     | Аль-Арабі                                 |
| 2017  | Аль-Кувейт                                | 4 - 2                                     | Казма                                     |
| 2018  | Аль-Кувейт                                | 3 - 0                                     | Аль-Арабі                                 |
| 2019  | Аль-Кувейт                                | 2 - 0                                     | Аль-Кадісія                               |
| 2020  | Аль-Арабі                                 | 2 - 1 дч                                  | Аль-Кувейт                                |
| 2021  | Аль-Кувейт                                | 1 - 0                                     | Аль-Кадісія                               |
| 2022  | Казма                                     | 2 - 1                                     | Ас-Сальмія                                |
| 2023  | Аль-Кувейт                                | 3 - 0 дч                                  | Казма                                     |
| 2024  | Аль-Кадісія                               | 1 - 0                                     | Ас-Сальмія                                |

## Титули за клубами
| Клуб         | Перемоги | Роки перемог                                                                                         |
| ------------ | -------- | --- |
| Аль-Кадісія  | 17       | 1965, 1967, 1998, 1972, 1974, 1975, 1979, 1989, 1994, 2003, 2004, 2007, 2010, 2012, 2013, 2015, 2024 |
| Аль-Арабі    | 16       | 1962, 1963, 1964, 1966, 1969, 1971, 1981, 1983, 1992, 1996, 1999, 2000, 2005, 2006, 2008, 2020       |
| Аль-Кувейт   | 16       | 1976, 1977, 1978, 1980, 1985, 1987, 1988, 2002, 2009, 2014, 2016, 2017, 2018, 2019, 2021, 2023       |
| Казма        | 8        | 1982, 1984, 1990, 1995, 1997, 1998, 2011, 2022                                                       |
| Ас-Сальмія   | 2        | 1993, 2001                                                                                           |
| Аль-Ярмук    | 2        | 1970, 1973                                                                                           |
| Аль-Фахахіль | 1        | 1986                                                                                                 |